# 印度流浪兒問題

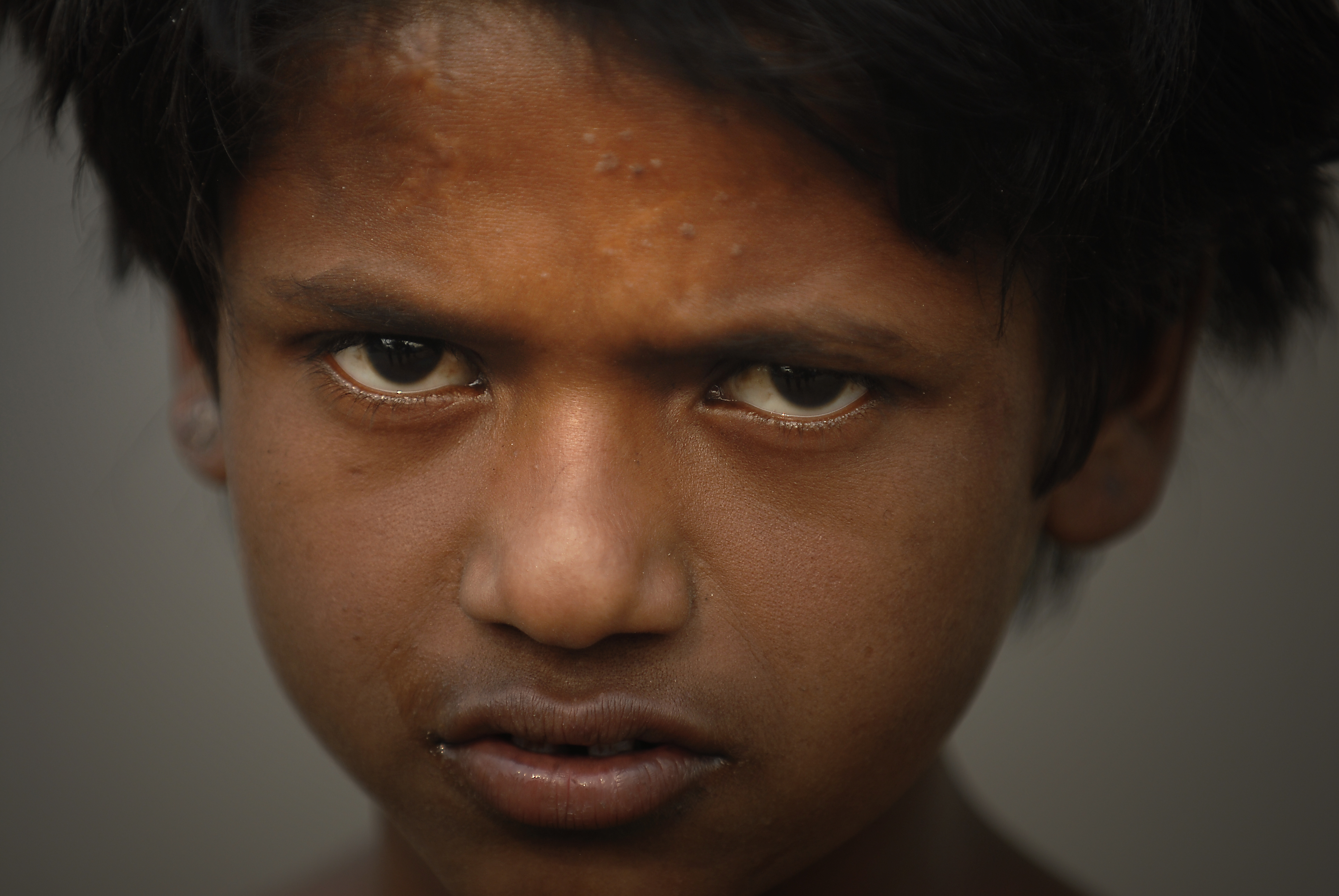
一位在新德里的街童。

印度面臨著嚴峻的社會挑戰，其中一個令人深感憂慮的問題是城市中龐大數量的街童。估計在印度以下幾個主要城市：新德里、加爾各答和孟買，每一城市都至少有10萬名甚至更多的街童。這些數字不僅揭示當地社會結構的脆弱性，也反映出無數兒童艱困的生存現狀。他們之所以被迫離開家庭，流落街頭，主要原因往往是難以調和的家庭衝突、貧窮、家庭暴力、父母離異或去世等複雜家庭問題。這些孩子們必須過早承擔起完全照顧自己的責任，為了生存，他們必須努力工作以獲取食物、住所和其他基本生活所需，同時也必須時刻警惕，保護自己免於各種潛在的危險。
儘管街童為尋求更大的安全感，有時會自發性組成小團體或幫派，但他們的生活環境依然充滿危險和剝削。由於缺乏家庭和社會的保護，他們極易受到不法僱主的剝削，被迫從事低報酬、高風險的工作，甚至遭受虐待。更令人擔憂的是，他們也可能面臨來自執法部門的不當對待，例如騷擾、勒索甚至是施以暴力。這些經歷不僅對他們的身體健康造成威脅，更在他們的心靈上留下難以磨滅的創傷。他們缺乏穩定的住所、充足的食物、必要的醫療保健和受教育的機會，使得他們的身心發展都受到嚴重的阻礙。
這些街童所面臨的多重脆弱性，凸顯政府和社會各界對他們給予特別立法保護和高度關注的迫切性。現有的法律體系往往難以有效應對他們所處的特殊困境，因此需要制定更具針對性的法律和政策，以保障他們的基本權利，例如生存權、受教育權、健康權和免受剝削的權利。此外，政府應加大對社會福利機構和非政府組織的支持力度，鼓勵他們提供包括庇護所、食物援助、醫療服務、心理輔導、技能培訓和教育機會等全面的支持。更重要的是，需要從根本上解決導致兒童流落街頭的深層原因，例如貧窮、家庭暴力和缺乏社會支持系統等問題，才能真正改善這些弱勢兒童的生存狀況，讓他們有機會健康成長，融入社會。同時，社會公眾意識的提升也非常重要，需要鼓勵社會大眾對街童給予更多的理解、關愛和支持，共同為他們創造一個更安全、更有希望的未來。
印度街童是複雜的社會議題，其困境也曾被搬上銀幕，例如曾獲奧斯卡金像獎提名的電影《早安孟買！》就是描繪孟買街童的生活。而2016年的電影《漫漫回家路》則改編自一位曾在加爾各答街頭流浪的薩魯·布里爾利的真實故事。

## 街童的定義

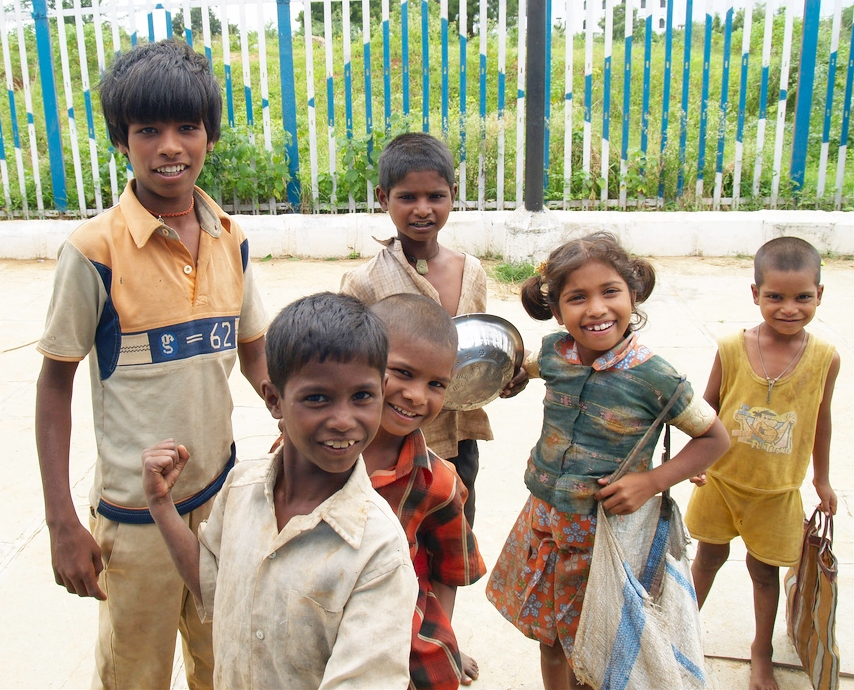
在安得拉邦梅達克縣火車站的街童。

在早期對街童的研究中，"街童"涵蓋任何無家可歸而在街頭流浪的兒童。然而，透過研究，人們開始區分出在街頭的不同兒童，同時也認識到兒童複雜的經歷難以簡單定義。在此領域的著名學者路易斯·艾普特卡（Lewis Aptekar）根據研究，將街童分為四個類別：晚上在街頭工作但會回到家中的兒童、在街頭工作但與家庭的聯繫逐漸減弱的兒童、與家人一起在街頭生活和工作的兒童，以及獨自在街頭遊蕩和生活的兒童。
"街童" - 現在通常僅指最後一個群體（獨自在街頭遊蕩和生活的兒童）。聯合國兒童基金會（UNICEF）將街童定義為："...任何女孩或男孩...對於他們而言，街頭（在最廣泛的意義上，包括無人居住的房屋、荒地等）已成為其習慣性住所和/或生計來源，他們缺乏負責任的成年人提供的充分保護、監督或指導"。區分獨自在街頭生活的這群兒童非常重要，因為他們的生活與僅在街頭工作的兒童的生活差異很大。因此，他們有不同的需求，需要有針對性的關注。
印度街頭有大量的兒童從事勞動（即童工），人數約達1,800萬。然而，其中真正無家可歸且與家庭完全脫節的比例相對較低，估計僅佔5%至20%。由於這類兒童在街頭停留時間長、生計來自街頭，且缺乏成人保護與照顧，使得他們處於極其脆弱的境地。因此他們是印度社會中一個需要特別關注的子群體，唯有深入了解他們的需求，才能提供適切的幫助。聯合國兒童基金會也將他們視為印度最脆弱的兒童群體，強調理解他們困境的重要性。

## 特徵
由於街童的流動性極高，難以追蹤，因此要取得關於他們的精確數據是一項挑戰。他們通常缺乏身份證明文件，且居住地點不固定，經常遷移。雖然印度官方報告每年約有5萬人離家出走，其中45%是16歲以下的未成年人，但這個數字很可能遠低於實際情況。不同的研究針對特定城市提出不同的估計。例如，在1980年代末期，據估計加爾各答和孟買的街童人數都至少有10萬。就印度全國而言，街童的總數估計在40萬到80萬之間。

### 年齡
由於難以精確統計街童的數據，研究者對他們的年齡資訊只能有大致的了解。印度大多數街童的年齡都超過6歲，其中又以超過8歲的居多。根據印度政府設立的國家都市事務研究所（National Institute of Urban Affairs）在1989年進行的一項研究，街童的平均年齡約為13歲。同年，聯合國兒童基金會的另一項研究則顯示他們所調查的街童中，72%的年齡介於6至12歲，而有13%的年齡在6歲以下。

### 性別
印度的街童主要以男孩為主，他們通常很少或是沒接受過正規教育。

## 成因
印度街童選擇離開家庭和住所，往往是出於多種複雜的考量。針對這些選擇背後的動機，研究者提出三種主要假說：首先是都市貧窮（都市內的貧窮問題），經濟壓力迫使兒童外出謀生、其次是異常家庭，包括家庭衝突、暴力或功能失調等問題及第三則是都市化進程，可能吸引農村兒童前往城市尋求機會或逃避鄉村的困境。某種程度上，現有的證據都支持這些觀點。例如一項於1990年對孟買1千名街童進行的調查顯示，39.1%的兒童表示因家庭問題和爭吵而離家，20.9%則是因為家庭貧窮，另有3.6%是出於對城市的好奇。值得注意的是街童與離家出走的兒童之間存在密切的關聯，大多數離家出走的兒童最終都會流落街頭。關於兒童離家出走的原因，已有大量數據揭示因素紛雜 - 既有簡單的，也有複雜的。有時是孩子自身的行為所致，有時則是家庭環境或父母的問題。常見的原因包括孩子逃避因不去上學或不做功課而可能遭受的體罰，以及因偷竊或與兄弟姐妹打架等行為而選擇離家。
家庭問題是導致兒童流落街頭的主要原因。這些問題涵蓋各式困境，例如父母離世、父親酗酒問題、與繼父母之間關係緊張、父母離異、兒童遭受虐待以及家庭內部的暴力行為。值得注意的是，街童往往來自以母親為戶主的家庭。
此外，許多離家到街頭生活的兒童，其原先居住的環境多為貧民窟或廉價住宅區。這些地區往往有很高的文盲率、物質濫用以及嚴重的失業問題。兒童離開家庭並非一蹴可幾，而是一個逐步演變的過程。他們可能最初只是偶爾在街頭過夜，然後逐漸增加離家時間，最終完全不再回家。
雖然令人難以置信，有些孩子在流落街頭後，會覺得生活條件和身心健康比在家裡更好。然而，這並不表示街頭是宜居之地，而是赤裸裸揭示他們原生家庭環境的惡劣。事實上，街頭的生活條件對兒童而言極不友善。許多離家的街童為躲避親戚的尋找和強迫遣返，不得不經常四處漂泊。更令人痛心的是不少孩子淪為綁架的受害者、被當作奴隸般對待及被迫整日在街頭乞討，而綁架者則將他們辛苦乞討來的錢財花費殆盡。

## 經濟活動

### 工作

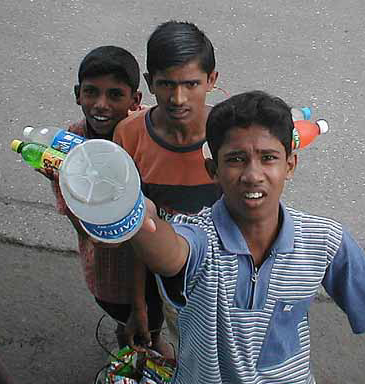
在印度孟買，向巴士乘客販售點心和飲料的街童。

街童為求生存，自食其力是其生活的重心。然而由於他們只能在缺乏政府監管的非正規經濟部門工作，勞動條件往往極其惡劣。以孟買為例，高達5萬名兒童被11,750家旅館、餐廳、食堂、茶館和小吃店非法僱用。由於缺乏家庭和法律保護，這些孩子極易受到僱主剝削，如同身陷囹圄，不僅可能被拖欠工資，甚至遭受虐待。更令人擔憂的是即使是那些無意虐待街童的僱主，也常常因為街童被視為高風險群體而不願僱用。
印度的街童往往由於受僱所得微薄，而會傾向於獨立謀生或身兼數職。事實上，大多數都以自營的方式維持生計。他們最常從事的經濟活動之一便是拾荒 - 撿拾塑膠、紙張和金屬等可回收物來販售。
除拾荒之外，街童還從事多種其他經濟活動。包括洗車、作小販（例如販賣氣球、糖果等）、銷售報紙或鮮花、乞討、擦鞋、在小型旅館和建築工地打工，以及在路邊攤位或修理店工作值得注意的是年紀較大的街童有時也會涉足偷竊、扒竊、販毒和賣淫等非法活動，但這些行為在整體中僅佔少數。無論從事何種工作，大多數每天要投入的時間為8到10個小時。

### 花費
街童的收入來源極不穩定，通常僅能勉強維持基本生存所需。印度大多數街童的月收入介於200盧比（約4美元）至830盧比之間，年齡較大的通常比年幼的孩子收入稍高。此外，獨立營生的孩子一般也比受僱於人的賺得多。在他們的開銷中，佔最大的比例的是食物，每日花費通常在5到10盧比左右。為節省食物費用，許多孩子會利用飲用茶水來降低飢餓感。
街童努力掙來的每一分錢，除勉強用於糊口外，所餘的也難有機會存下，因為他們時常成為年長街童和警察的下手目標。這種欠缺儲蓄的困境，使得他們長期處於嚴重的財務不安全感之中。偶爾會有孩子將部分收入寄回家中，但通常他們剩餘的錢多數會花費在玩樂上。
許多街童每月會花費約300盧比觀看電影，而年紀較大的孩子則可能將錢用於購買香菸、嚼菸、酒精和毒品。在衣著方面，街童的開銷通常很低，主要是因為僱主有時會提供工作所需的衣物，或者家人若得知他們的下落，偶爾也會給予衣物。此外，一些男孩並不避諱在公共場合全身赤裸或半裸遊蕩，因為他們認為這樣更容易獲取他人的同情。

## 教育
印度街童普遍缺乏教育，許多人甚至完全沒接受教育的機會。於1989年在孟買進行的一項研究指出，高達54.5%的街童從未註冊入學，文盲率高達66%。令人遺憾的是，另一項於2004年對孟買街童的研究顯示，教育狀況仍未顯著改善，仍有60%的兒童從未踏入校門，文盲比例也接近3分之2。
僅有3成的街童曾接受過小學教育，而僅有1成受過中學或高中教育。在那次2004年的研究中，許多孩子坦言，他們逃離家庭的原因之一正是因為被迫勞動，而無法獲得受教育的機會。然而現實的情況是這種離家出走，以流浪為生所遇到的重重困境，使得他們想以此方式來實現教育夢想的可能性是遙不可及。

## 人際關係與應對
印度的街童相較於其他經濟弱勢家庭的兒童，處境更加艱難，因為他們失去家庭這個最基本，也是最重要的支持系統，缺乏家庭所能提供的心理慰藉和經濟援助。這些孩子們為能在殘酷的現實中求生存而發展出獨特的應對方式。許多人會刻意塑造堅強的外表和獨立自主的形象，以掩飾內心的脆弱。他們的生活模式如同在戰場上求生，必須時刻保持警覺，並為自身的安全而奮鬥。這種環境迫使他們發展出與一般家庭兒童截然不同的行為模式，例如創造新的身份認同、頻繁展現攻擊性，以及以實質利益來衡量人際關係的價值。
雖然研究顯示印度大多數街童傾向於運用積極的應對方式來面對生活的壓力，但仍有部分孩子會選擇飲酒、吸毒和嫖妓等不良策略。孟買的街童在被問及為何會濫用藥物時，他們指出這源於對街頭生活的挫敗感，或是導致他們離家的家庭衝突。
值得慶幸的是街童並非全然孤立，許多人會集結成群以求自保。這些團體通常有其領導者和劃定的勢力範圍。然而令人遺憾的是，雖然團體為大多數成員提供安全感，年幼的孩子卻可能被領導者利用，被迫從事偷竊或其他非法行為。在孟買的街童表示，他們生病時會尋求朋友的照料，經濟拮据時會向朋友借貸，需要工作時也會向朋友打探消息。他們閒暇時光多半與朋友共度，常見的娛樂活動是一同去看電影。
對於街童，最嚴重的缺失之一便是缺乏能夠提供保護和引導的成年人。然而有些會設法找到能夠扮演這類角色的人。雖然大多數會獨自生活，或是與朋友相伴，但仍有部分會與居住在街頭或貧民窟的家庭建立聯繫，並將其視為如同家人一般。在這些替代家庭中，許多孩子會找到一個"類似母親的人物"，在他們生病時給予照料，並關心他們的健康與福祉。

## 健康與營養
印度的街童由於無法獲得足夠營養食物、基本衛生設施和必要的醫療照護，而會處於更加脆弱的境地。許多人只能依靠小型餐館或旅館，或是路邊攤販的的殘羹剩飯，甚至是垃圾堆裡的棄置食物來維生。於1990年在孟買進行的一項研究顯示有高達62.5%的街童的食物來自旅館。
同一項針對孟買街童的研究揭示他們惡劣的衛生條件：近3成（29.6%）使用海水，超過1成（11.5%）則在水管、水井或運河等水源中來沐浴。在印度各地，街童露天洗澡是極為普遍的景象。這些人在洗浴前後都會長時間裸露身體，幾乎不會以此而有羞恥感，而旁觀者也對此習以為常。更令人擔憂的是，他們也缺乏基本如廁設施，有26.4%的孩子表示他們會在路邊或鐵軌旁露天排便。對於飲水，孩子們主要向餐廳或旅館索取（ 69.1%），少部分（15.6%）則會就近利用任何碰到的水管和水龍頭。
印度大多數的街童都無法獲得基本醫療照護，使得他們在生病或受傷時處境更加危險。一項針對孟買街童的研究顯示，過去3個月內有34.9%的孩子曾受傷，18.9%的孩子曾發過燒。然而僅有約3分之1的兒童在遭遇病痛或創傷時可獲得任何形式的醫療協助，而有部分人能在政府設立的診所得到一些幫助。
另外有研究，顯示許多疾病在街童群體中廣泛流行。例如一項於2002年在加爾各答針對街童的調查發現，在5至14歲的兒童/青少年中，平均每554人就有6人感染愛滋病。令人驚訝的是在邦戈巴斯蒂（Bangor Basti）地區，估計高達 98%的街童患有蛀牙。此外，由於缺乏禦寒衣物，大多數街童在寒冷的冬季更容易生病。

## 虐待
虐待是印度街童難以擺脫的困境，他們經常遭受勒索。聯合國兒童基金會的數據揭示印度街童會面臨多種暴力形式，包括忽視、情感虐待、性虐待與剝削。令人震驚的是印度於2007年的兒童虐待案件攀升至近8,000起。同年，一項印度政府所做的研究，結果更令人擔憂，數據顯示印度每3個兒童中就有兩個曾遭受身體虐待，而針對近12,000名兒童的調查顯示，高達50%的受訪者承認經歷過至少一種性虐待。這種增長可能反映當地社會對虐待問題的日益增長的重視和舉報。此外有研究指出印度每年約有7,200名兒童，甚至包括嬰兒，遭受強姦，然而政府卻對這些持續性的兒童性虐待事件保持緘默。許多兒童權益工作者深信實際的受害人數遠不止於此。
街童之所以認為遭受成年人的肢體威脅和恐嚇是他們生活最痛苦的根源，是源於他們既沒有社會地位，也沒有成年人的保護。而造成這種威脅和恐嚇的主要原因則是警察和一般民眾對他們的態度：普遍的輕蔑和敵意，成為他們困境的最大推手。
印度街童經常成為警察虐待的對象，並對此提出控訴。許多孩子無助地表示，某些區域的警察會以暴力脅迫他們交出辛苦賺取的，作為"份子錢"。更令人擔憂的是警察經常依據《1943年遊蕩法（Bengal Vagrancy Act, 1943）》逮捕街童，而這些孩子既無正式途徑申訴，又不得不透過賄賂或在警局以無償勞動來償還莫須有的"債務"。雪上加霜的是在孟買政府推行的"掃蕩乞丐行動"中，當地街童被強行抓捕，並被置於實際上如同債務勞役的境地。
警察虐待街童的現象源於各種因素：首先是警察對這些弱勢群體的負面刻板印象、其次是社會普遍存在的腐敗現象、再次是警隊內部固有的暴力文化，此外，法律對街童的保障不足，且未能有效實施。最後是警察在虐待行為後往往能逍遙法外。雖然《印度2015年少年司法（兒童照護與保護）法》（覆蓋全印度，查謨和喀什米爾邦除外）明確禁止將需要幫助或行為偏差的青少年拘留在警察設施中，但此一重要條款卻經常受到忽視。
2009年一項針對拉賈斯坦邦齋浦爾市街童虐待問題的研究，深入探討虐待的類型、普遍程度以及相關影響因素，為理解印度街童的困境提供新的視角。此項研究的重要發現有：街童普遍遭受一般虐待和忽視、虐待（包括健康、言語、身體、心理以及性虐待的五種），且言語和心理虐待的發生率最高。此外，研究還指出，年齡較大和收入較高的的更易成為虐待的對象。

## 政府介入
印度的街童問題被視為"社會運作失常以及經濟與社會體系未能及時採取預防措施的結果"。因此眾多學者主張，要有效解決街童的困境，必須正視並針對導致他們流落街頭的根本原因進行處理。此外，在著手解決這些問題的同時，也應立即向身處困境的街童伸出援手。
雖然印度在過去20年間針對街童問題已制定多項公共政策，但令人遺憾的是這些政策往往缺乏社會學、人類學和地理學等方面的研究基礎，使得它們在很大程度上流於形式，無法有效去識別和滿足街童的真實需求。
印度政府在1997年以前甚至沒有"街童"的概念，對他們的幫助僅為將他們與其他在街頭謀生的兒童/青少年混為一談。例如，總部設於孟買的非政府組織"弱勢兒童協調委員會（Coordination Committee for Vulnerable Children ）"曾試圖向街頭工作兒童發放身份證，以提供保護，免於警察暴力侵害。印度政府於1993年2月由於非政府組織的壓力而經由印度婦女和兒童發展部倉促推出"街童綜合服務方案"（Integrated programme for street children ） 。但這些來自實務界的聲音最終並未被納入政策文本，而嚴重限制非政府組織在後續實施中的作用。
自從街童議題被納入政策議程並有專項方案推行後，印度政府及相關機構也開始將街童納入其他政策與計畫中。印度兒童福利委員會（Indian Council of Child Welfare）的計畫已涵蓋街童，而第8個印度5年計畫則針對6個主要城市的街童設立特定方案。印度勞動與就業部也曾嘗試將街童納入職業技能培訓，但由於許多街童缺乏教育基礎，這類工作收效甚微。

## 建議
針對如何協助印度街童，來自聯合國兒童基金會的A.B. Bose與在總部設於英國倫敦的慈善團體街童聯盟（Consortium for Street Children）服務的Sarah Thomas de Benitez等學者和機構均提出建議，其中一個主要方向是倚重非政府組織的力量。他們認為，非政府組織應成為援助街童的主力，並獲得政府的財政支持。其理由在於非政府組織通常比政府機構更具備靈活性，更能適切滿足處境各異街童的需求。
為讓非政府組織能夠更有效規劃和執行援助街童的方案，人權觀察組織建議在不同城市進行街童人口普查，以獲取可靠的數據。此外，人權觀察組織在其研究中針對警察對街童的虐待和殺害問題，提出多項目的為保護街童的法律措施，包括：透過修訂《刑事訴訟法（Code of Criminal Procedure, 1973）》第53條和第54條，確保被拘留的街童能接受必要的醫療檢查、敦促批准《聯合國禁止酷刑公約》以及透過修訂《少年司法（兒童照護與保護）法》，建立一套完善的虐待投訴和法律制裁體系。

## COVID-19大流行
COVID-19疫情對原本就處於弱勢的印度街童造成難以承受的打擊。封鎖期間，他們的生活陷入困境，不僅難以取得食物和飲用水，失去工作機會，更暴露在更高的虐待風險之下，而印度原本可提供協助的支援系統也幾乎崩潰。更令人擔憂的是，疫情還導致暴力和童婚問題惡化，而嚴重阻礙這些孩童重返教育和發展的機會。

## 大眾文化中對印度街童的描述
- 印度裔美國導演米拉·奈兒於1988年執導的電影《早安孟買！》（於1989年奧斯卡最佳外語片獎的提名）描繪孟買的陰暗面，包括賣淫和街童的生活，且片中演員也多為街童。[5]

- 另一部於2016年出品的電影《漫漫回家路》則改編自薩魯·布里爾利的真實故事，講述他童年在印度加爾各答作為街童的經歷。